# Enoftalmia
Enoftalmia (łac. enophthalmus) – zapadnięcie się gałki ocznej w oczodole, pojawia się w przypadku zmniejszenia zawartości oczodołu, do czego może dochodzić w wyniku:
- odwodnienia,
- zaniku tkanki tłuszczowej oczodołu, do czego doprowadza:
  - starość,
  - odchudzanie,
  - głód,
  - anorexia nervosa.

Patologiczne przyczyny enoftalmii:
- złamanie izolowane dna oczodołu (ZIDO)
- uraz gałki ocznej,
- porażenie nerwu współczulnego (unerwiającego mięsień oczodołowy), np. w przebiegu zespołu Hornera,
- małoocze,
- atrofia poradiacyjna,
- przerzuty nowotworowe.